# U-56号潜艇 (1916年)
陛下之56号潜艇是德意志帝国海军建造的一艘潜艇或称U艇。它由基尔的日耳曼尼亚船厂承建，于1916年4月18日下水，至同年6月23日交付使用。U-56号是在第一次世界大战期间服役的329艘德国潜艇之一，曾参加过大西洋潜艇战。在其仅有的一次巡逻中，共击沉5艘协约国或中立国商船，容积总吨为5701吨。1916年11月3日之后，U-56号便再无消息，连同艇内35名船员全数失踪。

## 设计
作为战时动员型潜艇的组成部分，U-51至U-56号批次的技术参数与早前但泽帝国船厂生产的U-43至U-50号大致相同，但在推进力和航速上有所提高。U-56号的全长为65.2米；舷宽6.44米，当中的耐压壳体宽为4.05米；有3.64米的吃水深度。艇只的水上排水量为715吨，水下为902吨。
艇只搭载有可在水上使用的两台猛狮六缸四冲程柴油发动机，总功率为2,400匹公制馬力（1,765千瓦特）；以及可在水下使用的西门子-舒克特双电动发电机，总功率为1,200匹公制馬力（883千瓦特）。这些发动机用以驱动双轴、每根轴各一个的直径1.6米长螺旋桨，从而使艇只在水上的最高速度达17.1節（31.7每小時），在水下的最高航速为每小时9.1節（16.9每小時）。U-56号可以8節（15每小時）的速度在水上巡航9,400海里（17,400），或以5節（9.3每小時）的速度在水下巡航55海里（102）。它的潜航深度为50米。
U-56号装备了四具直径为500毫米的鱼雷发射管，其中艏、艉各两具，并可携带合共7枚G6型鱼雷。辅助武器为两门88毫米30倍径速射炮。其标准船员编制为4名军官和32名水兵。

## 历史
U-56号是由德意志帝国海军于1914年8月23日向基尔的日耳曼尼亚船厂订购。它自1914年12月28日开始铺设龙骨，1916年4月18日下水，至同年6月23日在首任暨唯一一任艇长、海军上尉赫尔曼·洛伦茨的指挥下正式交付使用，并被编入驻黑尔戈兰岛的第二潜艇区舰队。
在洛伦茨上尉治下，U-56号仅在北大西洋东部进行过一次巡逻，共击沉5艘协约国或中立国商船，容积总吨为5701吨。1916年11月2日，该艇在巴伦支海，即挪威瓦尔德附近海面遭到俄罗斯帝国海军驱逐舰咆哮号的火炮攻击。潜艇能够潜入水中，但俄国指挥官将此报告为击沉。1916年11月3日上午，U-56号将其击沉的挪威商船艾凡赫号（Ivanhoe）的船员接送上岸。挪威船员于前一天的行动中已在潜艇内，他们对此事件的描述与俄国人的报告相符。在那之后，U-56号便再无消息，连同艇内的35名船员全数失踪。

## 袭击历史摘要
| 日期           | 船名                      | 船籍   | 吨位 （容积总吨） | 结局 |
| -------------- | ------------------------- | ------ | ----------------- | ---- |
| 1916年10月22日 | 狄奥多西·切尔尼戈夫斯基号 | 俄罗斯 | 327               | 击沉 |
| 1916年10月23日 | 伦斯夫耶尔号              | 挪威   | 781               | 击沉 |
| 1916年10月25日 | 达格号                    | 挪威   | 963               | 击沉 |
| 1916年10月26日 | 乌拉号                    | 英国   | 2494              | 击沉 |
| 1916年11月1日  | 艾凡赫号                  | 挪威   | 1136              | 击沉 |

## 脚注
1. ↑  Gröner，第8-10頁.
2. 1 2  Helgason, Guðmundur. . German and Austrian U-boats of World War I - Kaiserliche Marine - Uboat.net.   [5 January 2015].
3. 1 2 3  陈进，第71頁.
4. ↑  Herzog，第48頁.
5. ↑  Herzog，第68頁.
6. ↑  Helgason, Guðmundur. . German and Austrian U-boats of World War I - Kaiserliche Marine - Uboat.net.   [16 March 2015].
7. ↑  Helgason, Guðmundur. . German and Austrian U-boats of World War I - Kaiserliche Marine - Uboat.net.   [16 March 2015].